# 馬自達CX-3
馬自達CX-3（日语：マツダ・CX-3）乃日本馬自達汽車公司於2015年推出的五人座緊湊型跨界休旅車。

## 概要
馬自達公司在2014年洛杉磯車展上公開名為「馬自達CX-3」的手繪彩色草稿，接著在11月19日正式發表該款車，乃以第四代馬自達2為架構而發展的小型跨界休旅車，對手直指速霸陸XV、福特EcoSport、日產Juke、本田HR-V、斯柯達Yeti等車款。
關於車名的由來，「CX」取自crossover，「3」則為近年來馬自達公司命名車種的方式，原則上數字越大表示越高階或車身越大的車款。從引擎、底盤、傳動系統、乃至於車身結構，皆採用該公司近年來力推的創馳藍天技術。

## 歷史
2014年 - 11月19日正式公開全新設計的CX-3。
2015年 - 2月27日日本市場開賣，配置1.5L直列四缸DOHC S5-DPTS型柴油渦輪增壓、1.5L直列四缸DOHC S5-DPTR型柴油渦輪增壓等二種動力引擎（後者加裝i-ELOOP動能回收系統）。全車系提供FF和4WD二種驅動方式，懸吊系統則採前麥弗遜懸吊、後拖曳臂懸吊；其中按照等級不同配置6顆安全氣囊、i-Stop怠速熄火系統、i-ELOOP動能回收系統、i-ACTIVSENSE輔助系統、HLA上坡輔助系統、BSM盲點偵測系統等配備。
同年3月18日則於澳大利亞上市，為因應該地之市場特性，除了1.5L直列四缸DOHC S5-DPTS型柴油渦輪增壓引擎外，另有汽油版的2.0L直列四缸DOHC PE-VPS型引擎可供選擇。
同年12月1日，臺灣馬自達宣佈開始接單，並於2016年第一季引進CX-3，設定1.5L直列四缸DOHC S5-DPTS型柴油渦輪增壓引擎、2.0L直列四缸DOHC PE-VPS型引擎等二種動力。12月24日日本宣布部分改良，針對懸吊阻尼、平衡感及轉向系統進行調校，新增黑色內裝。全車系標配「Natural Sound Smoother」降噪技術，可用來消除柴油引擎在燃燒形成時所產生的爆震聲響。
2016年 - 11月24日實施部分改良並推出「XD Noble Brown」特仕車，具備自動啟閉及遠近光切換功能的ALH LED頭燈及晝行燈、新式樣18吋鋁圈等列入標準配備，並新增一種車色。內裝部分改為全彩資訊顯示幕，並更換座椅材質。柴油引擎新增NSFC聲頻降噪技術和NSS減震降噪技術以抑制噪音，尾門玻璃也由2.8mm加厚至3.1mm以增加車室寧靜度。其次是G力導引控制技術（G-Vectoring Control，G-ベクタリング コントロール，簡稱GVC），以控制動力輸出來提升底盤表現，駕駛者轉動方向盤時引擎驅動的扭力方向會隨著變化；i-Activsense輔助系統則整合SBS智慧型煞車輔助（Smart Brake Support）、MRCC雷達定速巡航（Mazda Radar Cruise Control）、SCBS都會智慧輔助煞車（Smart City Brake Support）等多項功能。至於「Noble Brown」特仕車則採用黑色、褐色的Nappa高檔真皮與麂皮，並改為十向電動調整功能的駕駛座。
2017年 - 7月11日臺灣馬自達宣佈實施小改款，柴油引擎新增NSFC聲頻降噪技術和NSS減震降噪技術，全車系新增G力導引控制技術、附有HBC遠近光燈自動調節系統及LDWS車道偏移警示系統的i-Activsense輔助系統、鋼鐵灰車色、BOSE環繞音響、升級型Active Driving Display全彩駕駛資訊顯示幕等配備。
2018年 - 4月19日臺灣馬自達宣佈大幅度改良，原先1.5L渦輪增壓柴油引擎換裝成1.8L直列四缸DOHC S8-DPTS型柴油渦輪增壓引擎，至於自然進氣的2.0L汽油引擎也修正凸頂活塞形狀、強化散熱系統、活塞裙、活塞環及三段式噴射系統。懸吊方面強化減震筒組尼與彈簧磅數，並換上專用車胎。外觀方面改變雙肋橫條式水箱罩、大燈組、18吋鋁合金輪圈等，內裝部分則增加附有可調式杯架的中央扶手，並將傳統機械式手煞車升級成附Auto-Hold與上坡起步輔助功能的EPB電子手煞車開關。在主動安全輔助系統部分，新增全速域作動的MRCC主動車距控制巡航系統，搭配前車3秒內起步自動跟上功能（超過3秒需自行踩油門起步後才繼續作動）；另配置在時速15-160公里間作動的SBS智慧型煞車輔助系統、在時速4-30公里間作動的SCBS-F前行煞車輔助系統、RCTA後車警示系統等輔助功能。
同年5月17日，日本本土市場也宣佈大幅改良，改良內容與臺灣版本相去不遠，不過還有一具搭配i-ELOOP動能回收系統的1.8L直列四缸DOHC S8-DPTR型柴油渦輪增壓引擎可供選購。
2020年 - 日本市場新增1.5L直列四缸DOHC P5-VPS型引擎，藉以主攻入門車型。
2023年 - 7月臺灣馬自達宣布頂級車型搭載ALH智慧型頭燈（Adaptive LED Headlights），並維持原價。

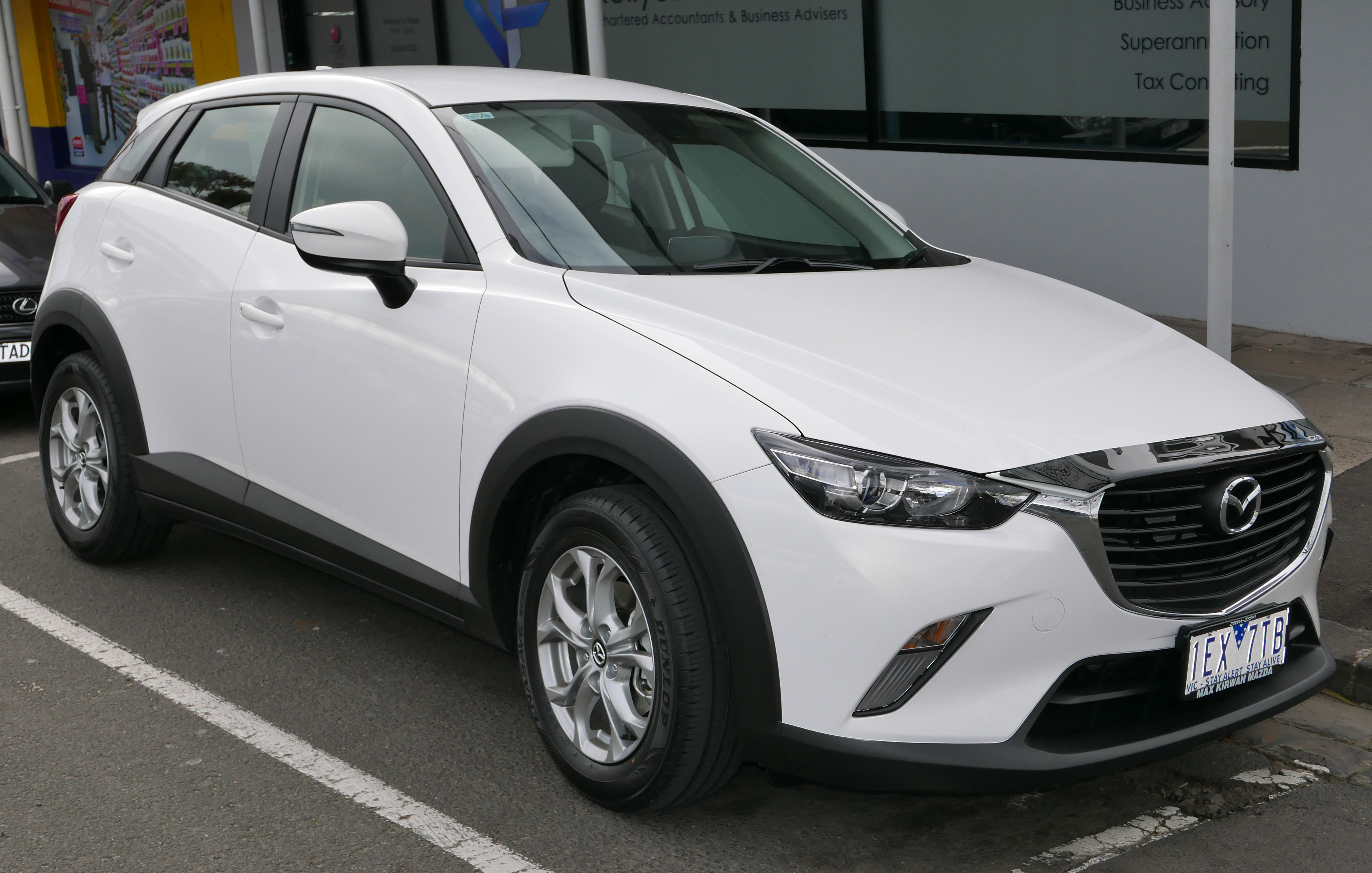
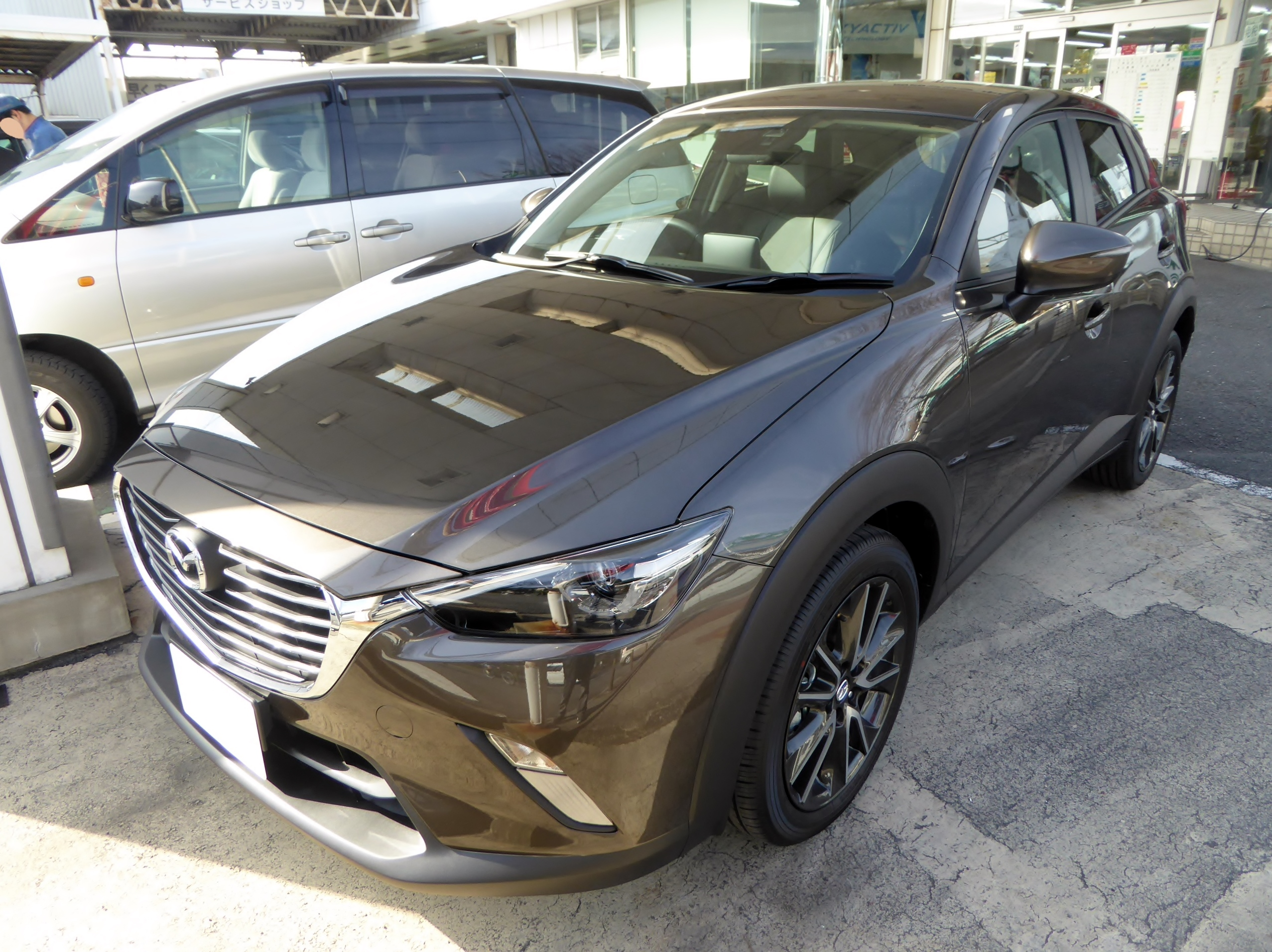
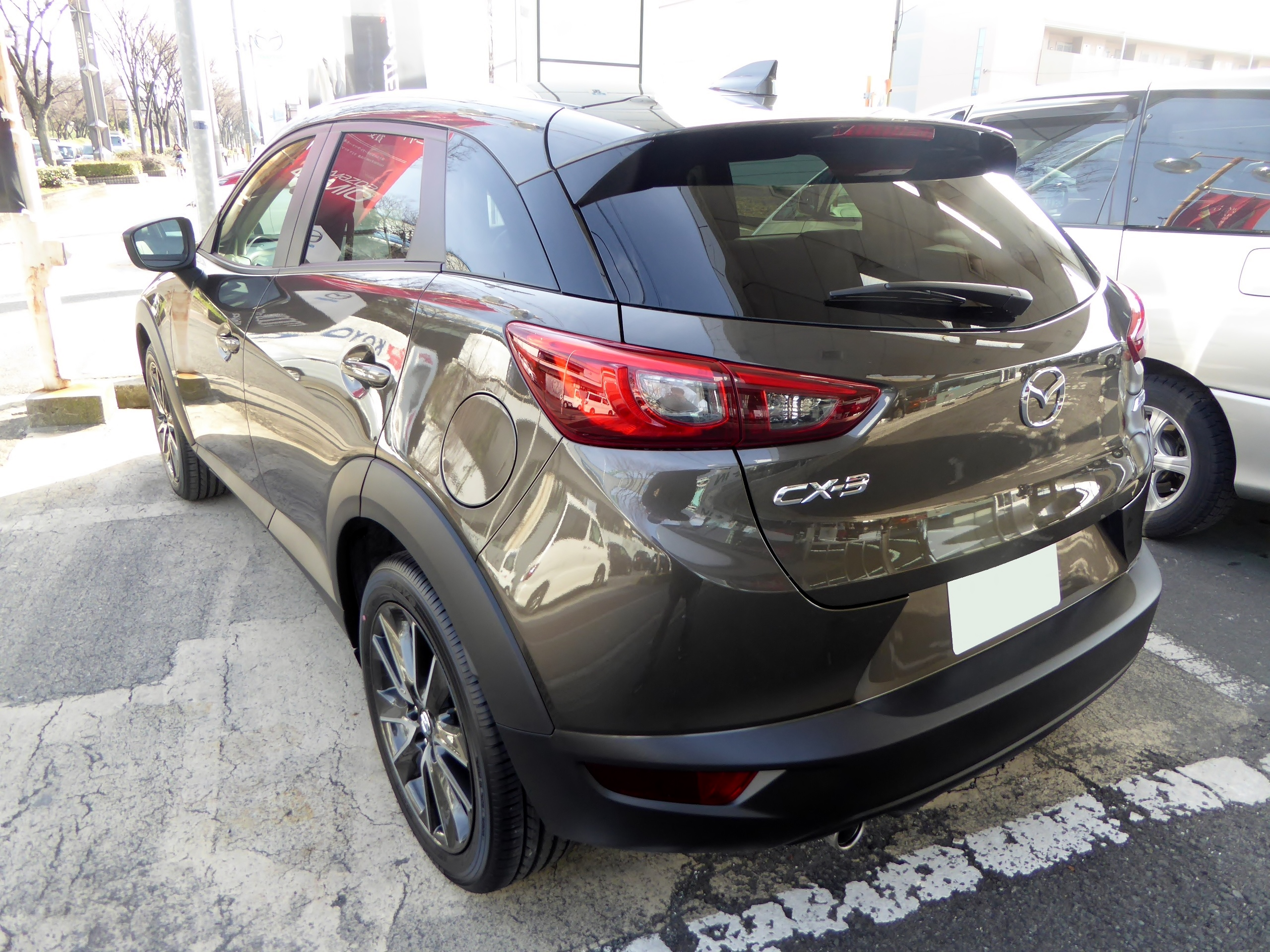
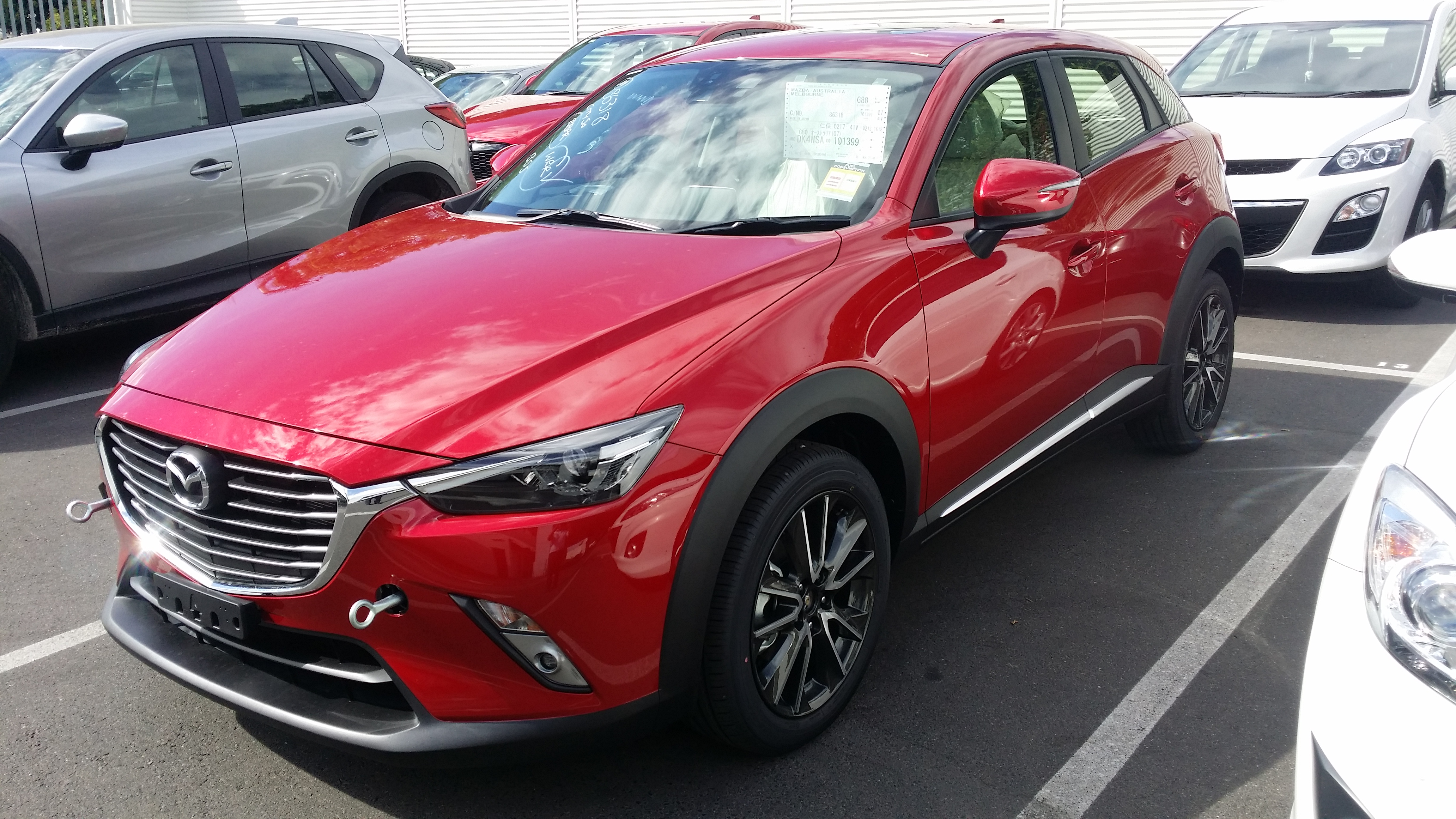
澳規版車頭
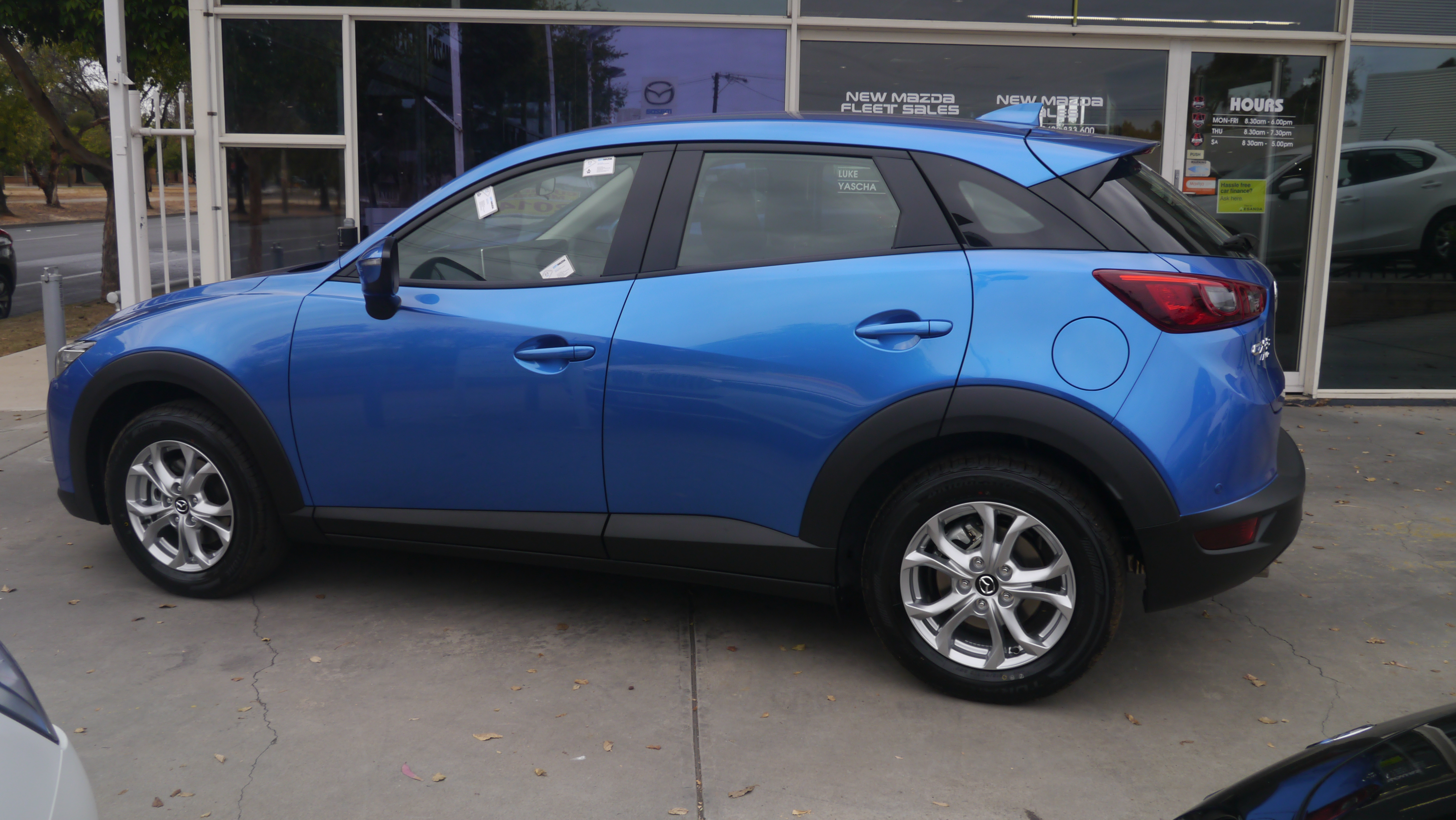
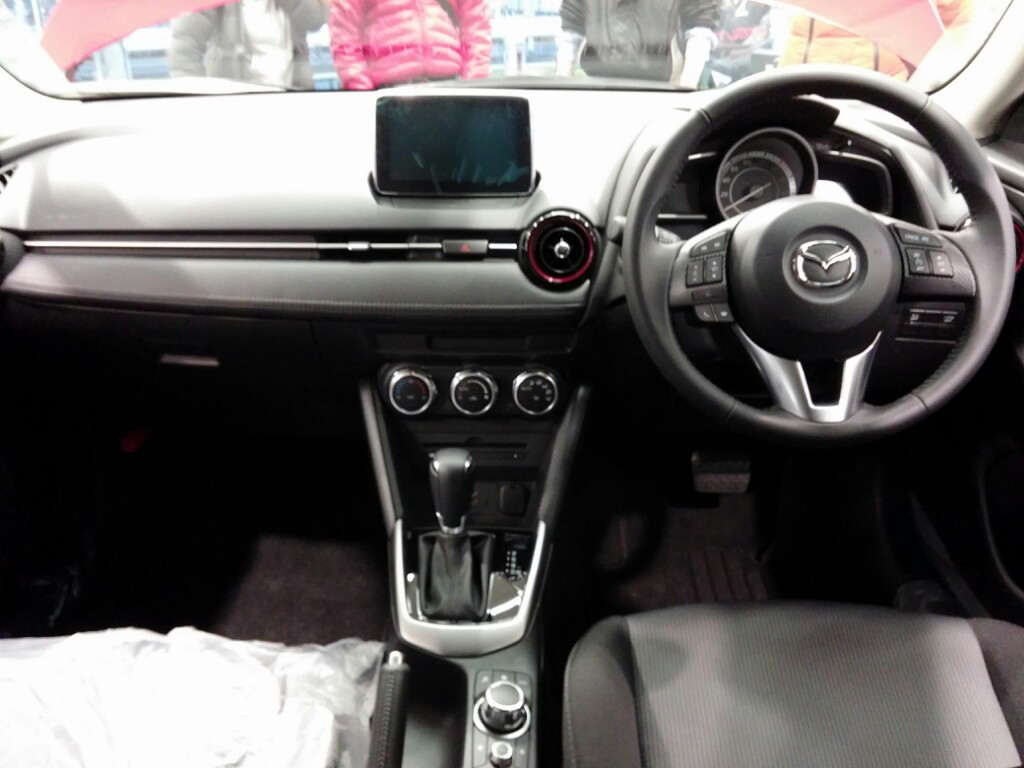
右駕版內裝
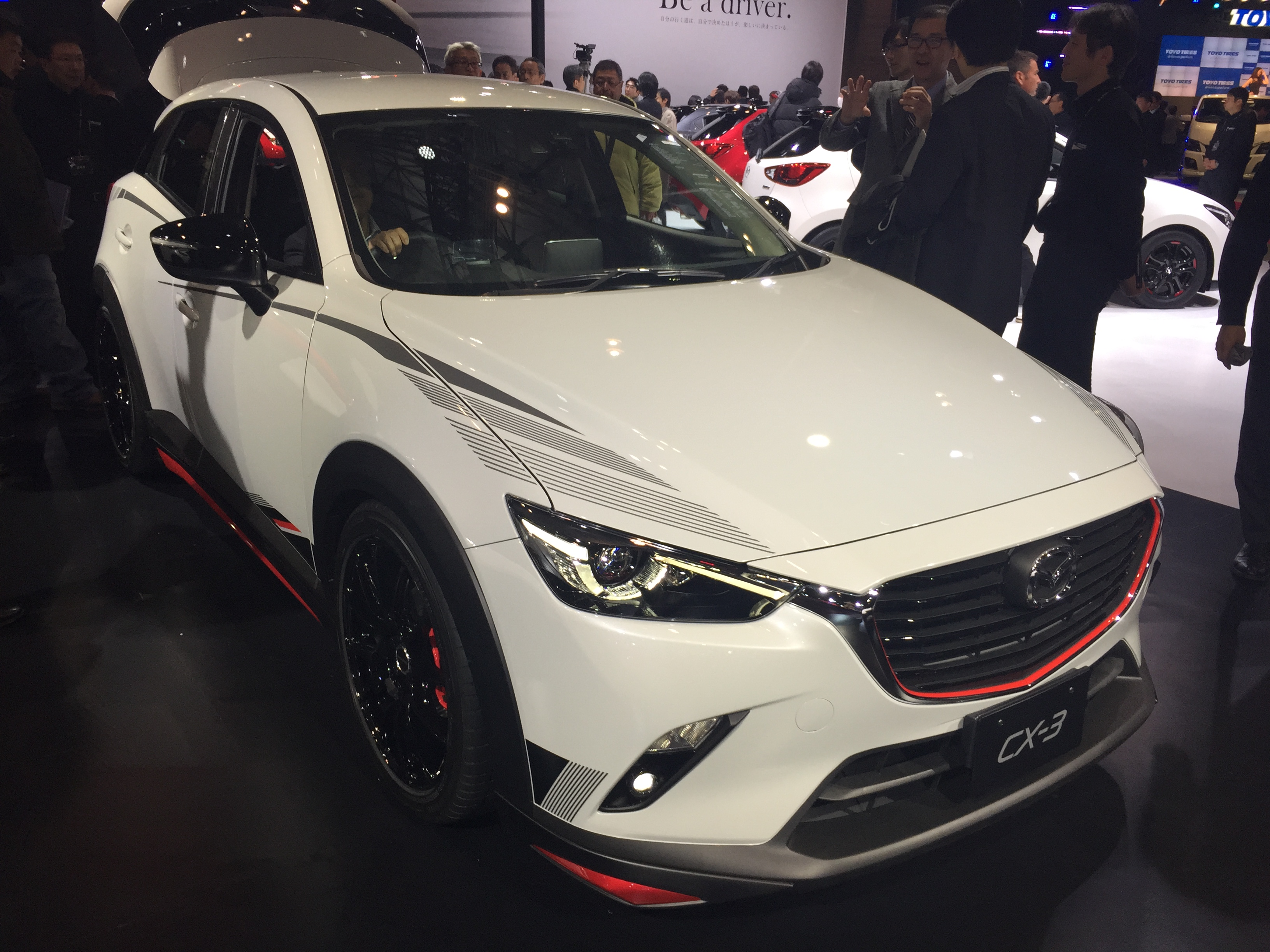
東京改裝車展上的CX-3
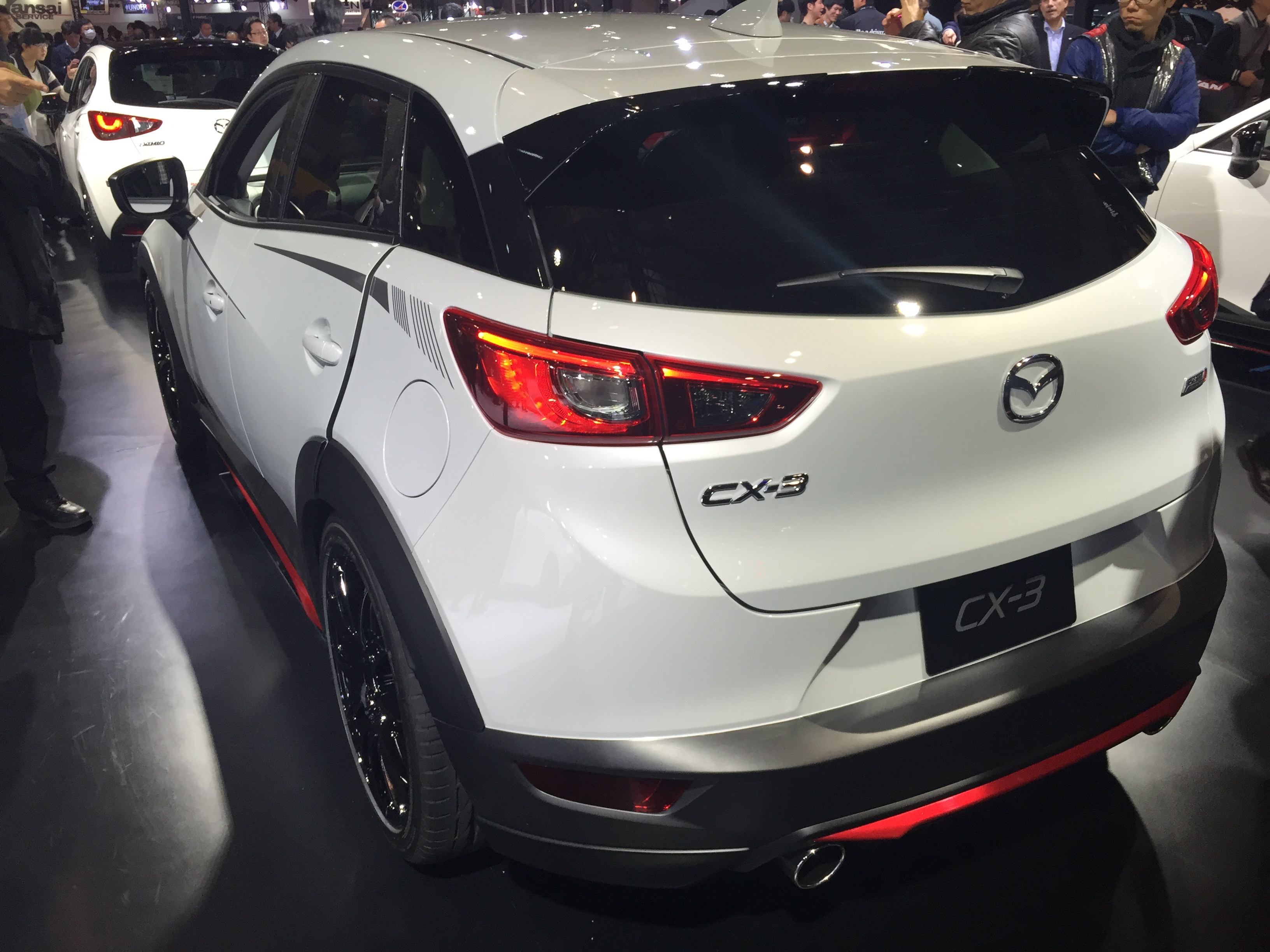
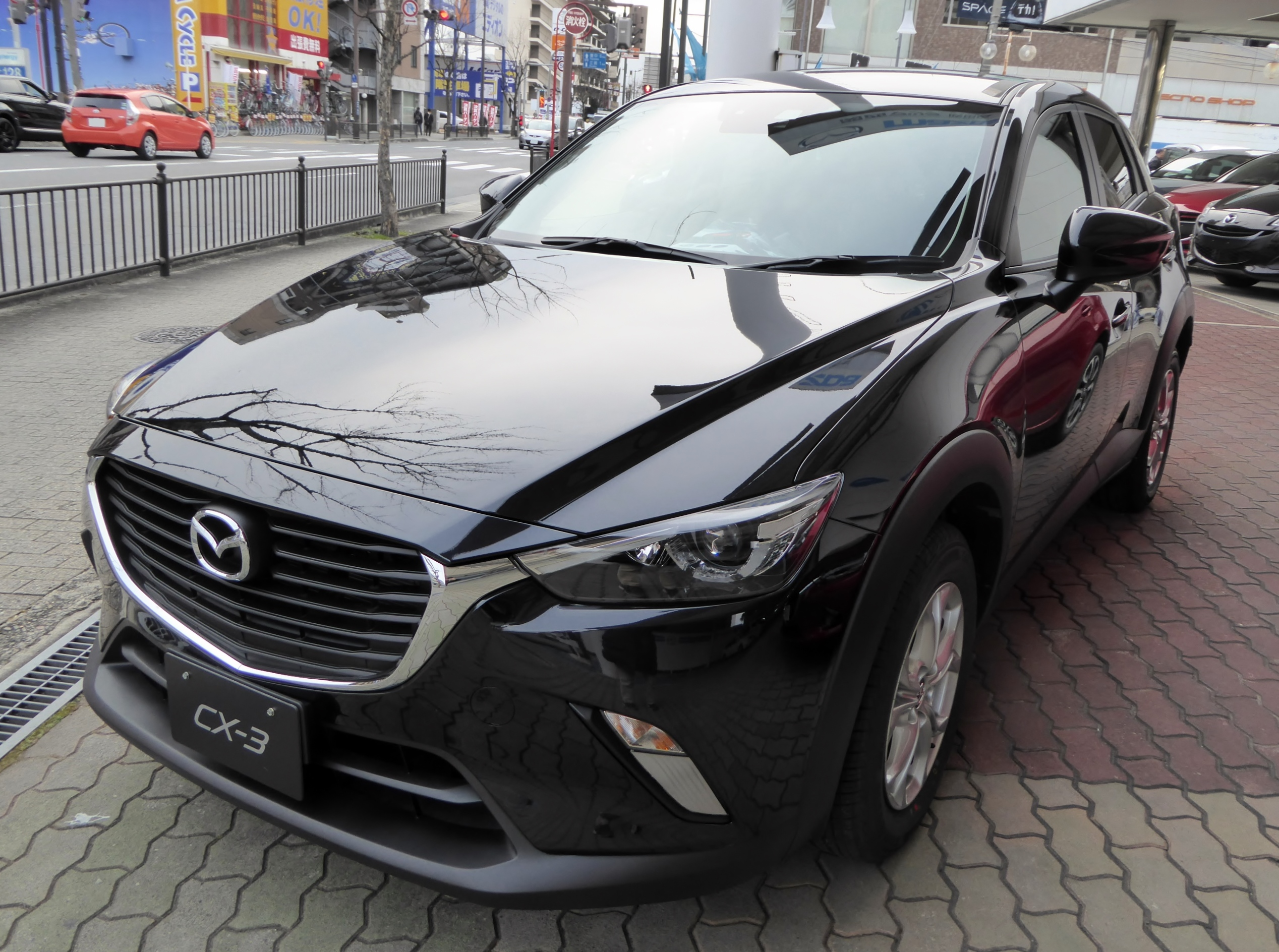
日規版車頭
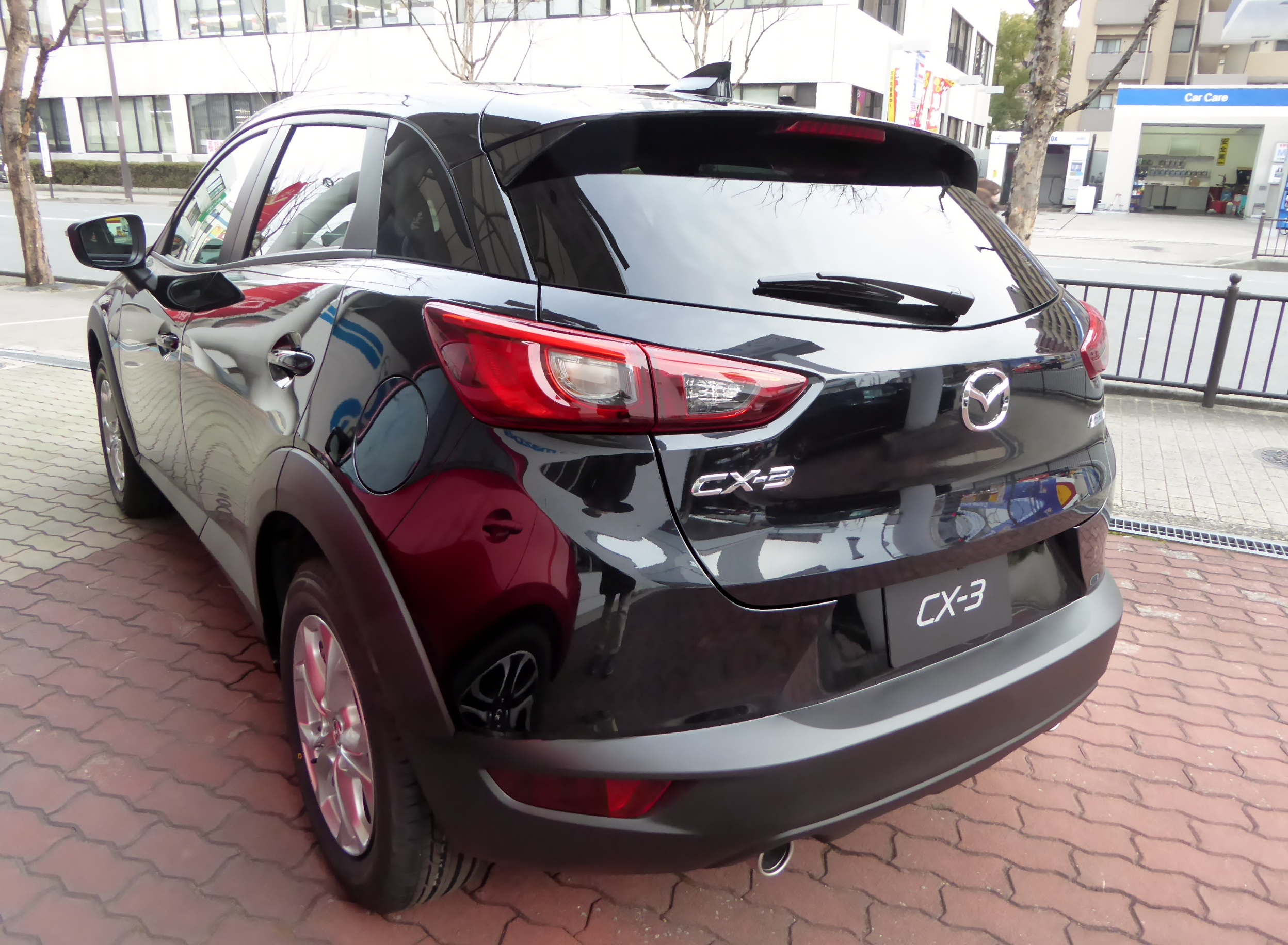
日規版車尾

## 外部連結
- （日語）日本官方網站 （页面存档备份，存于）